# Methylorange
Methylorange (systematische Bezeichnung nach Colour Index Acid Orange 52) ist ein Azofarbstoff aus der anwendungstechnischen Gruppe der Säurefarbstoffe. Er liegt als Natriumsalz der 4-[4-(Dimethylamino)phenylazo]benzolsulfonsäure vor und wird zumeist als pH-Indikator verwendet.

## Darstellung
Sulfanilsäure wird mit Salpetriger Säure diazotiert:
Anschließend wird das Diazoniumsalz mit N,N-Dimethylanilin (grün) gekuppelt, mit Natronlauge in das Natriumsalz überführt und ausgefällt:

## Eigenschaften
Methylorange bildet orangefarbene Kristalle.
Methylorange ist gut in Wasser löslich. Im stark sauren pH-Bereich ist die Azogruppe protoniert und man erhält ein mesomeres chinoides System. Bei Basenzugabe deprotoniert die Gruppe im pH-Bereich 3,1 bis 4,4 und es tritt ein Farbumschlag von rot nach gelborange auf.